# John Erskine, 23. Earl of Mar

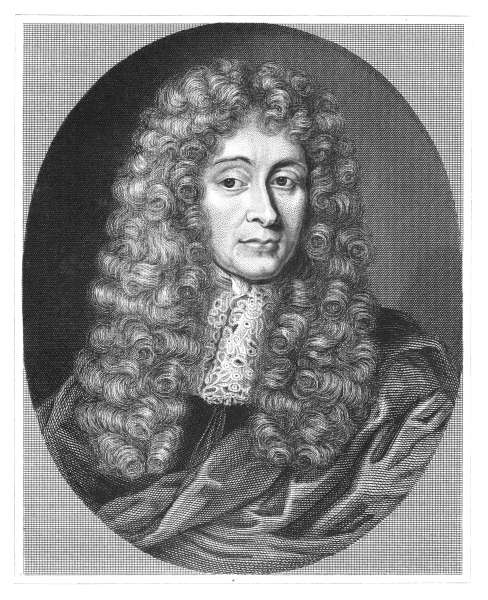
John Erskine, 23. Earl of Mar

John Erskine, 23. Earl of Mar KT (* 1675; † Mai 1732 in Aachen), war ein schottischer Adeliger und der militärische Führer im ersten Jakobitenaufstand.

## Leben
Sein Vater war Charles Erskine, 22. Earl of Mar, seine Mutter war Mary Maule, Tochter von George Maule, 2. Earl of Panmure.
Beim Tod seines Vaters am 23. Mai 1689 erbte er dessen Adelstitel als 23. Earl of Mar, 16. Lord Garioch und 11. Lord Erskine.
Ab 1702 als Oberst der Infanterie ein erfolgreicher Soldat, als Politiker jedoch wankelmütig, wurde er 1697 in den Geheimen Kronrat berufen, diese Berufung wurde 1707 wiederholt. Zwischen 1705 und 1709 sowie zwischen 1713 und 1714 war er Minister für Schottland („Secretary of State for Scotland“). Zwischen 1707 und 1713 war er als schottischer Representative Peer Mitglied des britischen House of Lords. Im Jahr 1706 wurde er zum Knight Companion des Distelordens geschlagen.
1715 schloss er sich den Jakobiten unter James, the Old Pretender (dem Alten Prätendenten) an. Am 6. September hisste er als Anführer in Braemar die Standarte von James zum ersten Jakobitenaufstand. Als oberster Berater für den Old Pretender diente er ihm unter anderem als kommandierender Offizier in der Schlacht von Sheriffmuir. Der ganzen Sache jedoch nicht gewachsen, musste er am 4. Februar 1716 zusammen mit James ins Exil gehen. Am 17. Februar 1716 wegen Hochverrats vom Parlament geächtet, alle Besitzungen beschlagnahmt und alle seine Titel verwirkt, hielt er James bis 1724 die Treue. Dafür mit zahlreichen jakobitischen, und damit letztlich wertlosen Adelstiteln geehrt (1. Duke of Mar, 1. Marquess of Erskine, 1. Earl of Kildrummie, 1. Viscount Gairloch und 1. Lord of Alloa, Ferriton and Forest am 22. Oktober 1715, Ritter des Hosenbandordens im Jahr 1716; 1. Earl of Mar am 10. November 1717 und 1. Duke of Mar am 13. Dezember 1722), verbrachte er seine letzten Jahre in Paris und Aachen, wo er im Mai 1732 starb.
Er war zweimal verheiratet. In erster Ehe heiratete er am 6. April 1703 Lady Margaret Hay († 1707), Tochter von Thomas Hay, 7. Earl of Kinnoull. Mit ihr hatte er zwei Söhne:
- Thomas Erskine, Lord Erskine (1705–1766);
- John Erskine († sehr jung).

In zweiter Ehe heiratete er am 20. Juli 1714 Lady Frances Pierrepont († 1761), Tochter von Evelyn Pierrepont, 1. Duke of Kingston upon Hull. Mit ihr hatte er eine Tochter:
- Frances Erskine († 1776), ⚭ James Erskine († 1785), dritter Sohn ihres Onkels James Erskine, Lord Grange (1679–1754).

Postum wurde ihm 1824 sein 1716 aberkannter Titel eines 23. Earl of Mar (erster Verleihung) wieder zuerkannt. Gemäß einer Entscheidung des House of Lords Privileges Committee vom 26. Februar 1875 gilt er de iure auch als 6. Earl of Mar (siebter Verleihung).